# Seznam norveških matematikov
Seznam norveških matematikov.

## A
- Nils Aall Barricelli (1912 - 1993)
- Niels Henrik Abel (1802 - 1829)

## B
- Carl Anton Bjerknes (1825 - 1903)
- Viggo Brun (1885 - 1978)

## L
- Marius Sophus Lie (1842 - 1899)

## O
- Øystein Ore (1899 - 1968)

## S
- Atle Selberg (1917 - 2007)
- Albert Thoralf Skolem (1887 - 1963)
- Carl Størmer (1874 – 1957)
- Peter Ludwig Mejdell Sylow (1832 - 1918)

## W
- Caspar Wessel (1745 - 1818)